# T·W·罗尔斯顿
托马斯·威廉·黑曾·罗尔斯顿（英語：Thomas William Hazen Rolleston，1857年5月1日—1920年12月15日）是一位爱尔兰作家、文学家和翻译家。

## 代表作
罗尔斯顿写作或编辑了约168本书，包括有：
- 《埃皮克提图的哲学》（The Teaching of Epictetus，1888）
- 《莱辛传》（Life of Gotthold Ephraim Lessing，1889）
- 《爱尔兰诗歌宝库》（A Treasury of Irish Poetry in the English Tongue，与其岳父斯托普福德·A·布鲁克合编，1900）
- 《平行线：生物、伦理和艺术的研究》（Parallel Paths: A Study in Biology, Ethics, and Art，1908）
- 《芬恩的英雄事迹》（The High Deeds of Finn Mac Cumhail，1910）
- 《凯尔特神话传说》（Celtic Myths and Legends，1911）